# Моляров, Анисим Якимович
Моляров Анисим Якимович (ок. 1677—1725) — судостроитель, корабельный подмастерье, сподвижник Петра I, докового дела мастер, проектировщик и строитель корабельных верфей, доков, эллингов, портовых механизмов и сооружений в Воронежском и Санкт-Петербургском Адмиралтействах, «мастер разных художеств».

## Биография
Моляров (Маляров, Моляр) Анисим Якимович родился около 1677 года в деревне близ нынешнего Лодейного Поля в семье мастера по оборудованию ветряных и водяных лесопилок Якима Молярова. Отец с малых лет привлекал своего сына к этому мастерству.

### Бомбардир Преображенского полка
В 1688 году шестнадцатилетний Пётр I увлёкся созданием на Переяславском озере «потешной флотилии». Вместе с царём на постройке разных судов плотничали и его сверстники из «потешного войска», среди которых был и Моляров. Государь отметил разностороннюю одарённость Молярова. По указу Петра I Анисим Моляров был зачислен бомбардиром Преображенского полка, сформированного царём в 1691 году. С 1696 года Моляров работал на корабельной верфи в Воронеже, где велась постройка галер для похода русской армии к Азову. В 1697—1698 годах, зачисленный в первый десяток волонтёров при Великом посольстве, Моляров сопровождал Петра в заграничной поездке. В Голландии, Англии, Венеции и Дании он вместе с волонтёрами Федосеем Скляевым, Лукьяном Верещагиным и другими изучал теорию и практику кораблестроения.
После отъезда Великого посольства в Россию Моляров был оставлен Петром ещё на год в Голландии для изучения «фейземакельского дела» — устройства водяных мельниц, водоподъёмных сооружений, насосов и других механизмов. За время пребывания за границей Моляров освоил теорию и практику кораблестроения, изучил доковое и шлюзовое дело, практику оборудования каналов, верфей, эллингов, постройку батопортов, освоил технику дноуглубительных работ и другие специальности.

### Докового дела мастер

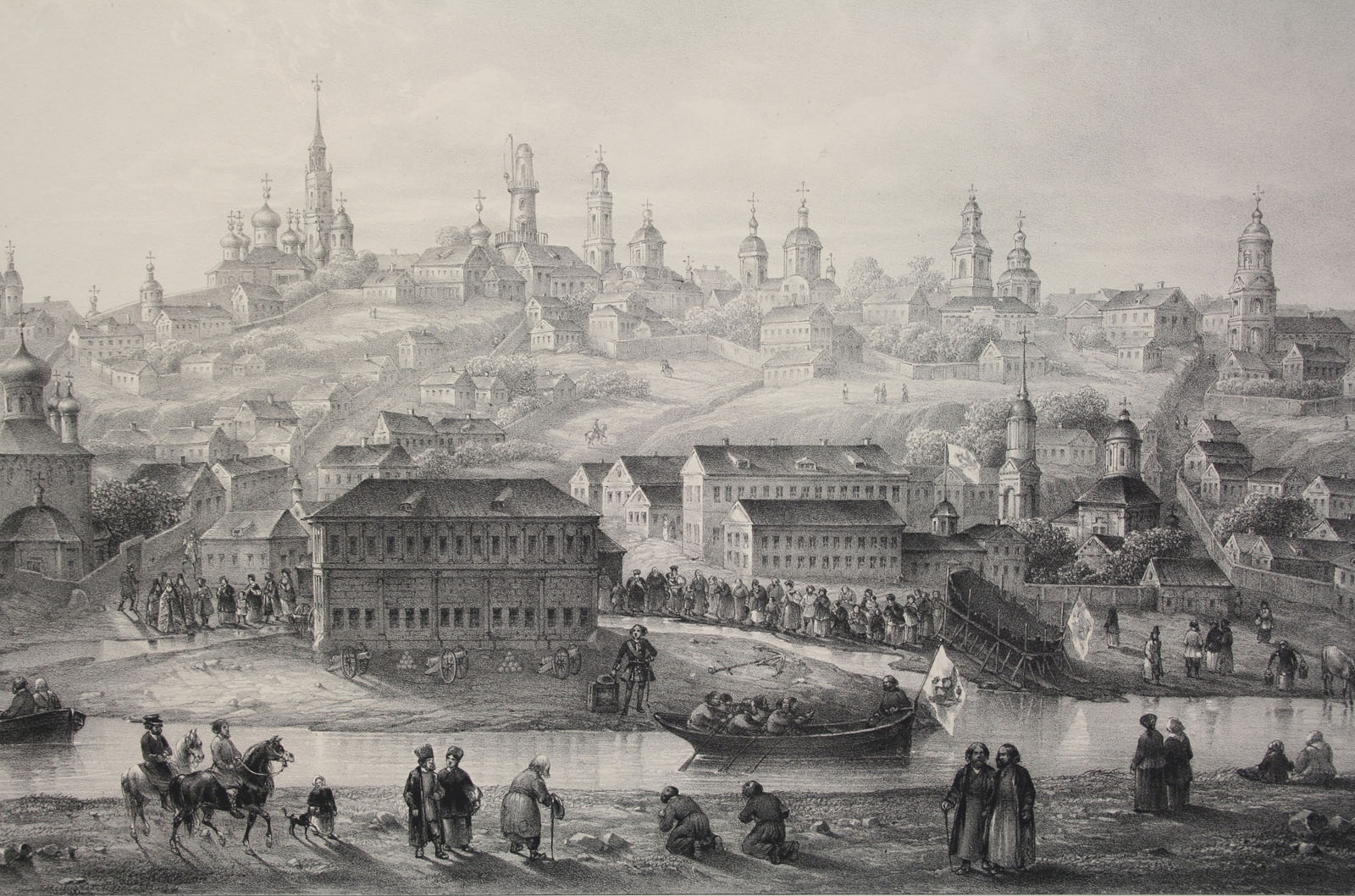
Гравюра Воронежа XVIII века

В начале 1699 года Моляров вернулся в Россию. Пётр лично его экзаменовал по теории кораблестроения и иным «художествам», после чего произвёл Молярова в корабельные подмастерья и назначил ему необычно высокий денежный оклад. Моляров был направлен в Воронеж, где принимал участие в строительстве кораблей и одновременно заведовал всем «багорным и шурупным» делом в Воронежском адмиралтействе. Специалистов докового дела было крайне мало, и Молярова стали часто привлекать к работам по обустройству новых верфей и гаваней. Весной 1705 года Пётр поручил кораблестроителю Ф. Скляеву выбрать удобное место в устье реки Тавровки, впадавшей в реку Воронеж, где наиболее целесообразно начать строительство Тавровского адмиралтейства. Скляев подобрал удобное для верфи место и приступил к руководству работами по постройке там одиннадцати доков с батопортами, в чём ему помогал А. Моляров. В 1709 году Скляев и Моляров по указу государя прибыли в Азов, для обсуждения возможности создания там корабельной верфи. Корабелы убедили Петра о целесообразности строительстве верфи не в Азове, а в Таганроге.
Моляров принимал участие в оборудовании гавани и верфи в Таганроге, разрабатывал проекты создания сухих доков и батопортов к ним на верфях в Таврове и реке Осередь. Он руководил дноуглубительными работами на реке Воронеж, строил шлюзы, оборудовал водяные лесопилки и выполнял многие другие технические задания.

### «Мастер разных художеств»

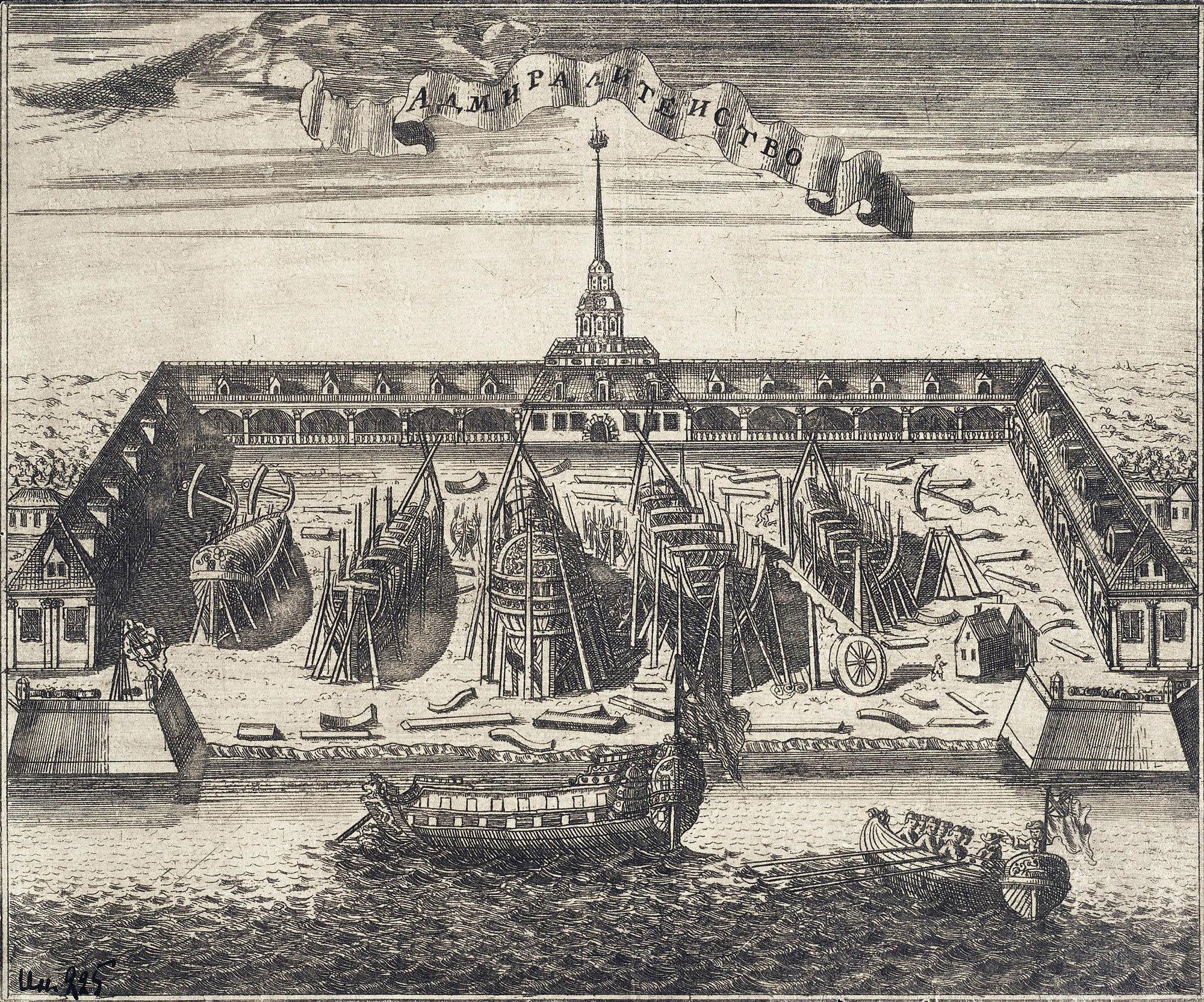
Адмиралтейство на гравюре 1716 года

В 1712 году в связи с сокращением кораблестроения в Воронежском адмиралтействе русские и иностранные мастера-судостроители были переведены из Воронежа в Москву и Петербург. 2 января 1712 года из Воронежа выехал и доковый мастер Моляров с пятью учениками. Моляров по указу Петра был назначен «мастером разных художеств» Санкт-Петербургского Адмиралтейства. Занимался проектированием и строительством различных механизмов и портовых сооружений. В 1714 году Моляров стал владельцем участка на Английской набережной где построил свой деревянный дом (ныне дом 42 — особняк А. А. Яковлева). Каменные палаты выстроить не смог из-за недостатка средств.

В 1720 году Моляров построил по своему проекту возле Исаакиевской церкви особый эллинг с каменными воротами внутри Адмиралтейского канала, который соединял Адмиралтейство и с водной системой Новой Голландии. Специальный эллинг предназначался для вытаскивания на берег корабля «Рига» и фрегата «Веккер». В Кронштадте Моляров оборудовал «на голландский манер» водоотливную машину с ветряным двигателем для откачки воды из кронштадтского канала, затем в кронштадтском порту строил по собственным проектам подъёмные краны, насосы и гидравлические машины.
Моляров принимал участие и в создании новых образцов артиллерии. По проекту механика Андрея Нартова он изготовил несколько 44-пушечных мортирных «огненных батареек», некий прообраз автоматического оружия. За свои изобретения и механические работы Анисим Моляров получал высокий оклад — 600 рублей, что вдвое превышало оклад бывших «потешных» под конец службы имевших чин капитан-лейтенанта Преображенского полка.
В 1725 году Анисим Якимович Моляров скоропостижно скончался в результате приступа грудной жабы. Похоронен в Санкт-Петербурге на Охтинском кладбище. Пётр I высоко ценил талант и разносторонние знания Молярова. В знак особого внимания к его памяти и заслугам государь приказал его старшего сына Андрея отдать механику В. Г. Туволкову «для обучения художествам его отца и давать ему и матери по 200 рублей в год на пропитание». Младшего сына Молярова Пётр отправил на учение в Англию, приказав выплачивать ему на расходы по 300 рублей в год.